# Гор (Квебек)
Гор — муниципалитет в канадской провинции Квебек, расположенный в региональном муниципалитете округа Аржантёй. Самый крупный посёлок муниципалитета — Лейкфилд.

## География
Расположенный в Лаврентийских горах, поселок находится на Канадском щите, высота которого колеблется от 168 метров (551 футов) и 427 метров (1401 футов). Для местности характерны заросшие лесом горы, многочисленные ручьи и озера: Бэррон, Хьюз, Шеврей, Окс Уазо, Солар, Кэролайн, Эванс, Доусон, Кларк, Грейс, Сахарная голова, Клер и Каррутерс.
Большая часть его территории покрыта старовозрастными лесами с большим разнообразием лиственных и хвойных пород, таких как берёза, тополь, сахарный клён, бук, белая сосна, пихта, ель, болиголов и кедр.

## История
Городок Гор, основанный в 1840 году, вероятно, был назван в честь Фрэнсиса Гора (1769—1852), вице-губернатора Верхней Канады с 1806 по 1811 год и с 1815 по 1817 год. Он был заселён шотландскими и ирландскими поселенцами, такими как Роберт Смит и Джеймс Стивенсон.
В 1845 году был образован муниципалитет Гор, который через два года был упразднён и восстановлен в 1855 году. В 1853 году в нём проживало около 1000 жителей, но десять лет спустя это число упало до 800 человек, причём почти все жители были ирландского происхождения. Почтовое отделение Гора работало с 1898 по 1958 год.

## Демография
Динамика численности населения:

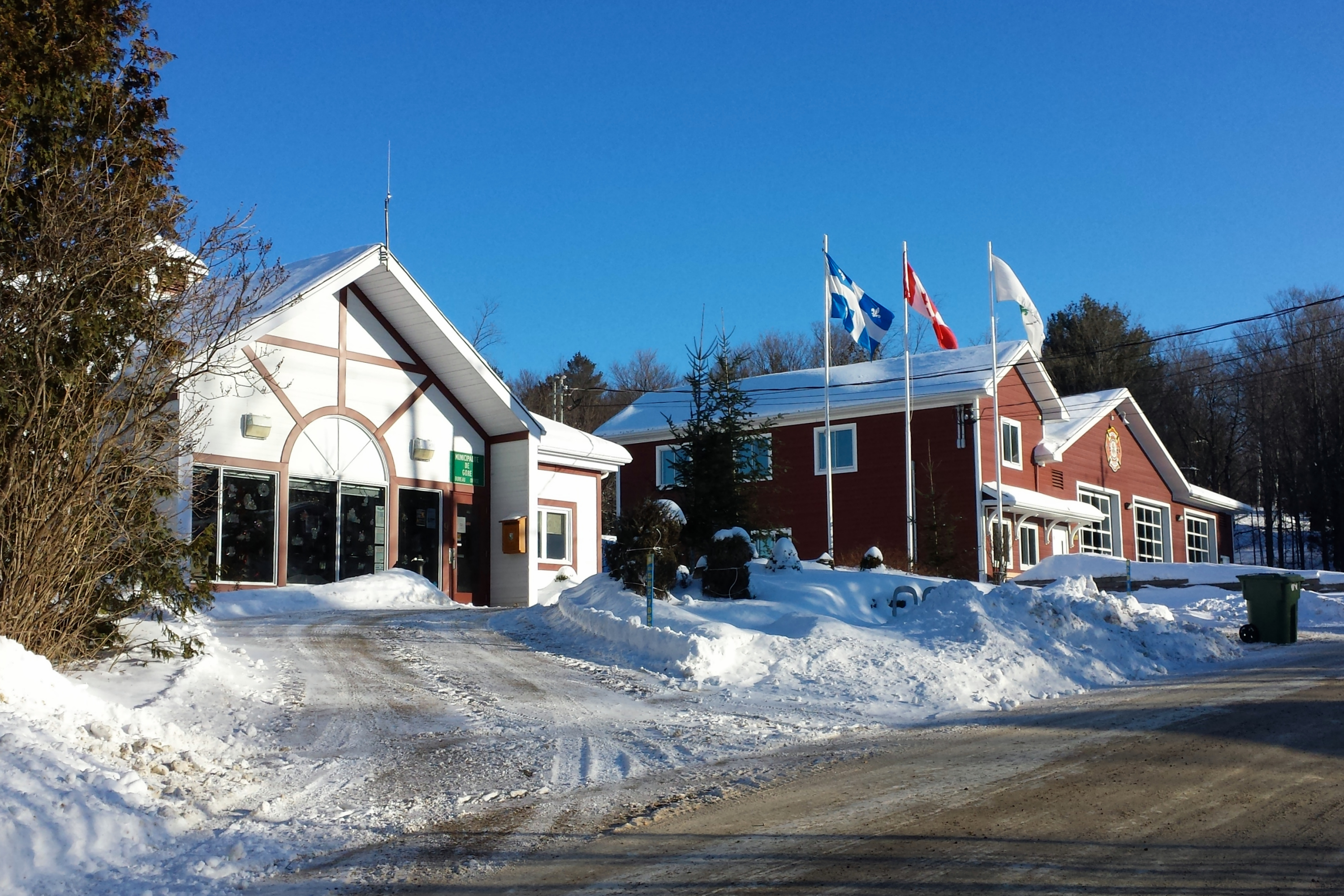
Ратуша и пожарная часть

- Население в 2011 году: 1775 человек (изменение численности населения с 2006 по 2011 год: 15,3 %)
- Население в 2006 году: 1540 человек
- Население в 2001 году: 1260 человек
- Население в 1996 году: 1133
- Население в 1991 году: 982 человека

Частные жилища, в которых постоянно проживают: 829 (всего жилищ: 1495)
Родной язык (2011 г.):
- Английский как первый язык: 22 %
- Французский как первый язык: 72,7 %
- Английский и французский как первый язык: 1,1 %
- Другой первый язык: 3,9 %

## Образование
Все школы, к которым относятся дети, живущие в Горе, расположены за его пределами.
К школьной комиссии Ривьер-дю-Нор (CSRDN) относятся франкоязычные государственные школы:
- École primaire Bellefeuille в Сен-Жероме
- École secondaire Émilien-Frenette в Сен-Жероме и École polyvalente Lavigne в Лашюте

К школьному совету сэра Уилфрида Лорье относятся англоязычные государственные школы:
- Laurentian Elementary School в Лашюте[7]
- Laurentian Regional High School в Лашюте[8]